# Abbas Tyrewala
Abbas Tyrewala est un réalisateur, scénariste, parolier et dialoguiste de Bollywood en Inde.
Après s'être démarqué en tant que scénariste et dialoguiste au début des années 2000, avec des films à succès critique comme Maqbool (2003) ou Munna Bhai M.B.B.S. (2003), Abbas Tyrewala fait ses débuts de réalisateur en 2008 avec une comédie romantique, Jaane Tu Ya Jaane Na. Le film, qui réunit Imran Khan et Genelia D'Souza, est produit par Aamir Khan et rencontre une vaste audience, se classant 7e au box office indien.

## Filmographie
- Asoka (2001) (Dialoguiste)
- Leela (2002) (Parolier)
- Chupke Se (2003) (Scénariste)
- Maqbool (2003) (Scénariste et interprète)
- Darna Mana Hai (2003) (Scénariste et dialoguiste)
- Munna Bhai M.B.B.S. (2003) (Dialoguiste)
- Paanch (2003) (Parolier)
- Main Hoon Na (2004) (Scénariste et dialoguiste)
- Shikhar (2005) (Scénariste)
- Salaam Namaste (2005) (Scénariste et dialoguiste)
- Vaada (2005) (Dialoguiste)
- De Taali (2008) (Scénariste et dialoguiste)
- Welcome (2007) (Dialoguiste)
- Jaane Tu... Ya Jaane Na (2008) (Réalisateur et scénariste)
- Jhootha Hi Sahi (2010) (Réalisateur)
- 1-800-Love (Prochain film) (Scénariste)